# Kleptuza Glacier
Kleptuza Glacier är en glaciär i Antarktis. Den ligger i Västantarktis. Argentina, Chile och Storbritannien gör anspråk på området. Kleptuza Glacier ligger 579 meter över havet.
Terrängen runt Kleptuza Glacier är bergig åt sydväst, men åt nordost är den kuperad. Havet är nära Kleptuza Glacier åt nordost. Trakten är obefolkad. Det finns inga samhällen i närheten.